# Strefa wojny C

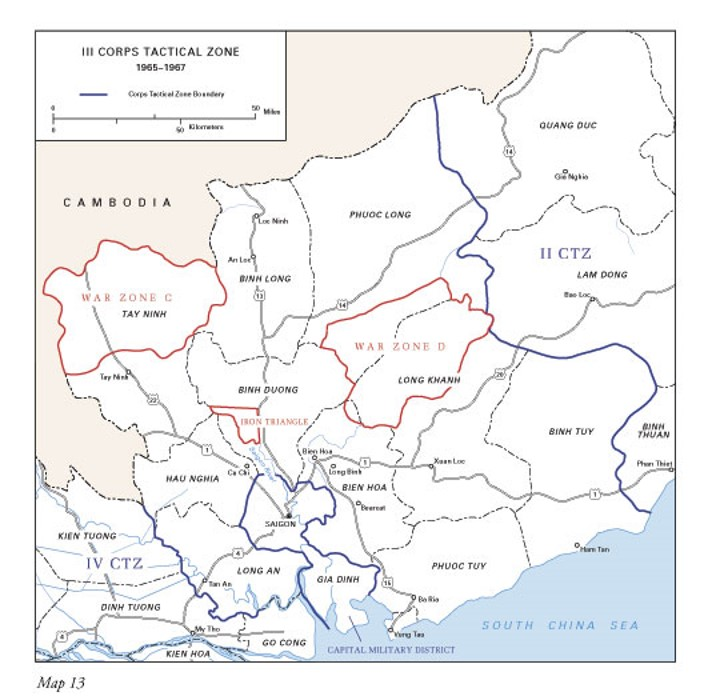
Mapa US Army wskazująca „strefy wojny” C, D oraz Żelazny Trójkąt

Strefa wojny C – obszar na terytorium Wietnamu Południowego zlokalizowany wokół opuszczonego miasta Katum (11.667°N 106.216°E) w pobliżu granicy z Kambodżą, gdzie podczas wojny wietnamskiej znajdowało się silne skupisko Armii Wietnamu Północnego oraz Vietcongu.

## Geografia

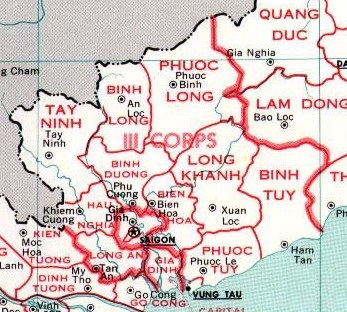
Stacjonowanie III Korpusu

Strefa wojny C znajdowała się na obszarze kontrolowanym przez III Korpus Wietnamu Południowego, jednostki stacjonującej między granicy z Kambodżą a wybrzeżem Sajgonu z morzem południowochińskim. Granice „strefy” biegły wzdłuż granicy z Kambodżą na północy i zachodzie, a jej wschodnia granica przebiegała równolegle do autostrady 13. Obszar obejmował części prowincji Tây Ninh, Binh Long i Bình Dương. Wewnątrz strefy rozciągały się dżungle, regiony górskie i bagna co utrudniało wszelki transport.

## Działania zbrojne
Ogólną strategią przyjętą przez Stany Zjednoczone mającą na celu zlikwidowanie Strefy wojny C zakładała niszczenie i ograniczenie liczby baz, z których komuniści mogliby operować na Sajgon. Siły amerykańskie i południowowietnamskie prowadziły małe operacje na tym obszarze, często ponownie zajmując zbadane wcześniej obszary i ustanawiały skuteczniejszą obronę wzdłuż granicy z Kambodżą, aby uniemożliwić żołnierzom Vietcongu i Wietnamu Północnego dostępu do baz w południowych prowincjach. „Strefa” była świadkiem kilku amerykańskich operacji bojowych podczas wojny, w tym operacji Attleboro, operacji Birmingham i operacji Junction City. Wiele bitew III Korpusu nie toczyło się bezpośrednio w strefie, ale toczyły się wiele mały starć oddalonych od siebie o wiele kilometrów.